# Hilde Kaufmann
Hildegard Christine „Hilde“ Kaufmann (* 28. Oktober 1920 als Hilde Grüter in Werne; † 11. Januar 1981 in Köln) war eine deutsche Rechtswissenschaftlerin und Kriminologin.

## Leben

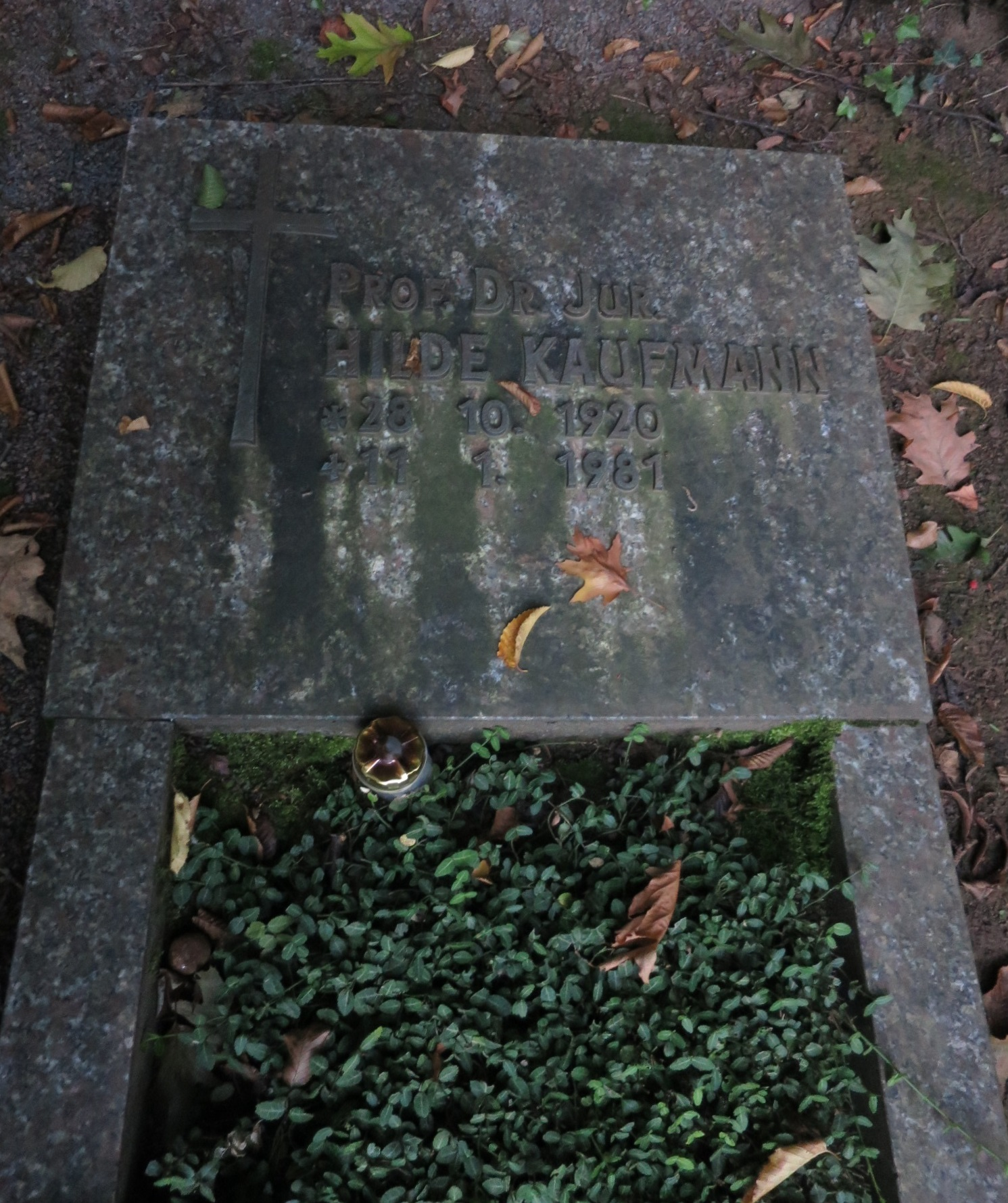
Grab von Hilde Kaufmann auf dem Kölner Friedhof Melaten

Hilde Kaufmann war das erste von vier Kindern eines Pädagogenehepaares. Ihr Abitur absolvierte sie 1939 mit Auszeichnung. Nach der Heirat am 1. Juli 1944 mit ihrem ersten Ehemann Wilhelm Vianden, der im März 1945 an der Front im Zweiten Weltkrieg starb, trug sie den Namen Vianden-Grüter. Sie musste ein 1943 begonnenes Jurastudium wegen ihrer Verpflichtung in die Rüstungsindustrie unterbrechen, konnte es aber ab 1945 an der Universität Bonn fortsetzen und 1948 mit dem ersten juristischen Staatsexamen abschließen. Nach ihrer Promotion (1950) und dem zweiten juristischen Staatsexamen (1952) trat sie in den Justizdienst ein (Staatsanwaltschaft Bonn). 1953 wechselte sie als Hilfsreferentin im Internationalen Gnadenausschuss für Kriegsverbrecher in das Auswärtige Amt. Von 1956 bis 1961 war Hilde Kaufmann Wissenschaftliche Assistentin und an der Rechts- und Staatswissenschaftlichen Fakultät der Universität Bonn, wo sie sich 1961 habilitierte. Am selben Institut war sie erst als Privatdozentin (1962–1966), dann als außerplanmäßige Professorin (1966) tätig. Von 1966 bis 1970 war Kaufmann Professorin an der Universität Kiel, von 1970 bis zu ihrem Tode dann Professorin und Direktorin der Kriminologischen Forschungsstelle an der Universität Köln. Hier amtierte sie zudem als erste Frau überhaupt 1977/78 als Dekanin der Rechtswissenschaftlichen Fakultät. Sie starb am Abend des 11. Januar 1981 in Köln an einem Gehirnschlag. Ihre Grabstätte befindet sich auf dem Kölner Friedhof Melaten (Lit. R).
Ihr fachwissenschaftliches Hauptanliegen war die Ausrichtung der Kriminologie auf die Bedürfnisse von Strafrechtswissenschaft und Strafrechtspflege.

## Schriften (Auswahl)
- Verzeichnis der Schriften von Hilde Kaufmann, in: Hans Joachim Hirsch, Günther Kaiser, Helmut Marquardt (Hrsg.): Gedächtnisschrift für Hilde Kaufmann. de Gruyter, Berlin, New York 1986, S. 997–1000.
- Was läßt die Kriminologie vom Strafrecht übrig?. In: Juristenzeitung. Band 17, 1962, S. 193–199.
- Kriminologie I. Entstehungszusammenhänge des Verbrechens. 1971
- Kriminologie III. Strafvollzug und Sozialtherapie. 1977.
- Kriminologie zum Zwecke der Gesellschaftskritik. In: Juristenzeitung. Band 27, 1972, S. 78–81.